# Promozione della Famiglia Monegasca
Promozione della Famiglia Monegasca (in francese Promotion de la Famille Monégasque) è un partito politico monegasco di orientamento monarchista.
Alle elezioni legislative monegasche del 2008 si è presentata in una coalizione (Monaco Ensemble) che comprendeva anche i partiti Sinergia monegasca e l'Associazione dei Non Iscritti monegaschi, non ottenendo, per la prima volta dopo tanti anni, neanche un seggio al Consiglio Nazionale.